# 事務補助員
事務補助員（じむほじょいん）とは、公共機関や民間の事業所等で事務の補助を担う職員のこと。一般的には非常勤職員である。

## 国家公務員
内閣府はじめ官庁において採用する非常勤職員のこと。国家公務員法附則第13条に基づき、人事院が定める人事院規則8-14（非常勤職員等の任用に関する特例）第1条の定めるところにより、各省庁が募集する。
官職として事務補助員ないし臨時事務補助員、事務補佐員という官名が用いられる。
身分は非常勤の一般職国家公務員であり、募集は適宜、必要に応じて行われる。日本国籍であり国家公務員法の欠格事由に該当しない者が応募することができ、雇用期間は半年など一定の期間とし、採用官庁によって更新も可能である。また、社会保険の加入はあるが退職金はない。

## 地方公務員
都道府県や特別区、市町村など地方公共団体が募集する非常勤職員もまた、事務補助員の職名が用いられる。
都道府県庁ないし、都道府県警察本部、市町村、消防本部などで、募集される。